# Aranjuez en la literatura
Aranjuez ha sido el objeto o escenario de numerosas obras literarias, de entre las cuales destacamos las siguientes:
- 1873: Benito Pérez Galdós empieza a publicar Los Episodios Nacionales, entre los que se encuentra en la primera serie el titulado El 19 de marzo y el 2 de mayo, que narra los hechos del Motín de Aranjuez, la abdicación de Carlos IV a favor de su hijo Fernando VII, así como el inicio de la Guerra de Independencia de las tropas napoleónicas. Alianza Editorial, ISBN 84-206-5999-1.
- 1961: José Luis Sampedro escribió El río que nos lleva, Círculo de Lectores, ISBN 84-226-2800-7, que luego sería llevado al cine por Antonio Del Real en 1989.
- 1986: Eduardo Alonso González publicó su obra Los jardines de Aranjuez, Editorial Anagrama, ISBN 84-339-1739-0.
- 1987: Edición facsímil del Álbum-Guía del Real Sitio de Aranjuez de 1902, Ediciones Doce Calles, ISBN 84-86665-00-0.
- 1989: Se publicó Plaza de San Antonio: Arte, Historia, Ciudad (varios autores), Ediciones Doce Calles, ISBN 84-87111-03-3.
- 1991: Edición facsímil de Simón Viñas de 1890 de su libro Aranjuez, Ediciones Doce Calles, ISBN 84-87111-12-2.
- 1991: Teresa Chaves escribió La Gloria de Niquea. Una invención en la corte de Felipe IV, sobre el teatro en Aranjuez, Ediciones Doce Calles, ISBN 84-87111-08-4.
- 1992: Ángel Ortiz Córdoba escribió el libro de investigación Aldea, Sitio, Pueblo: Aranjuez, 1750-1841, Ediciones Doce Calles, ISBN 84-87111-27-0.
- 1992: Misère Josephe escribió su obra de poesía Sueños en Aranjuez, AUTOR-EDITOR 1690, ISBN 84-604-1060-9.
- 1993: Edición facsímil del libro de 1804 de Juan Antonio Álvarez de Quindós titulado Descripción histórica del Real Bosque y Casa de Aranjuez, Ediciones Doce Calles, ISBN 84-87111-22-X.
- 1993: En Aranjuez tiene lugar la acción de la novela de ficción Real Sitio, del escritor José Luis Sampedro, Ediciones Destino, ISBN 84-233-2319-6.
- 1993: José Luis Sancho y Javier Martínez-Atienza escribieron su Cartografía histórica de Aranjuez: cinco siglos de ordenación del territorio, Ediciones Doce Calles, ISBN 84-87111-11-4.
- 1995: Edición facsímil del libro de 1920 de Elías Tormo y Monzó, catedrático de Historia del Arte, titulado Aranjuez, Ediciones Doce Calles, ISBN 84-87111-60-2.
- 1995: José Ángel García-Redondo escribió su obra Ecología de las riberas del Río Tajo a su paso por Aranjuez, Ediciones Doce Calles, ISBN 84-87111-62-9.
- 1996: Edición facsímil del libro Guía de Aranjuez de Francisco Nard, Ediciones Doce Calles, ISBN 84-87111-88-2.
- 1997: Matilde Moreno escribió Real Sitio: espejo múltiple de José Luis Sampedro, Ediciones Doce Calles, ISBN 84-89796-81-5.
- 1998: Ángel Ortiz Córdoba escribió Historia del mercado de abastos de Aranjuez : algunas páginas de la historia de mi pueblo, Ediciones Doce Calles, ISBN 84-89796-98-X.
- 1999: Ángel Ortiz Córdoba y Florencio Hernández Campos escribieron su libro La Mujer en Aranjuez. Imágenes para el recuerdo, Ediciones Doce Calles, ISBN 84-89796-44-0.
- 1999: José Luis Lindo Martínez escribió sobre La Banda Municipal de Música del Real Sitio y Villa de Aranjuez, 1898-1998: cien años de historia, ayer y hoy, Ediciones Doce Calles, ISBN 84-89796-37-8.
- 2000: Javier Martínez-Atienza escribió una modernizada Guía de Aranjuez, el Real sitio, la ciudad, el paisaje, Ediciones Doce Calles, ISBN 84-89796-62-9.
- 2000: Ángel Ortiz Córdoba escribió Palacio, Plazuela y Cerrillo. Dimes y diretes de Aranjuez, Ediciones Doce Calles, ISBN 84-89796-23-8.
- 2000: La Fundación Puente Barcas editó la obra Paisaje Cultural de Aranjuez, Ediciones Doce Calles, ISBN 84-89796-63-7.
- 2001: José Luis Lindo Martínez, Cronista Oficial del Real Sitio y Villa de Aranjuez escribió sobre "La Plaza de Santiago Rusiñol, antesala de un pueblo cortesano, 1936-2000", libro editado por el Ilmo. Ayuntamiento de Aranjuez. Depósito legal M-40507-2001.
- 2002: José Luis Lindo Martínez, Cronista Oficial del Real Sitio y Vila de Aranjuez, publica el libro El Jardín de Isabel II en el Real Sitio de Aranjuez. Un jardín urbano 1834-2001.
- 2002: José Luis Sancho saca al mercado su Vista de los reales sitios por Fernando Brambilla. Aranjuez, Solán de Cabras y La Isabela, Servicio de Publicaciones de Patrimonio Nacional, ISBN 84-7120-316-2.
- 2003: Vicente Duarte Salgado, publica el libro "Gran Teatro de Aranjuez, Imágenes para el recuerdo". I.S.B.N.: 84-9744-022-6.
- 2003: José Luis Lindo Martínez, Cronista Oficial del Real Sitio y Villa de Aranjuez,  publica el libro Un Nuevo Aranjuez. Depósito Legal: M-15220-2003.
- 2004: José Luis Lindo Martínez, Cronista Oficial del Real Sitio y Villa de Aranjuez, publica el libro Una historia de Pasión: Pasos, Cofradías y Semana Santa en Aranjuez.
- 2005: José Luis Lindo Martínez, Cronista Oficial del Real Sitio y Villa de Aranjuez, escribe en Los Anales del Instituto de Estudios Históricos del Sur de Madrid "Jiménez de Gregorio" La Copa del pueblo de Aranjuez. Real Hipódromo Nacional de Legamarejo. I.S.B.N.: 84-609-7589-4.
- 2005: José Luis Lindo Martínez, Cronista Oficial del Real Sitio y Villa de Aranjuez, escribe en Los Anales del Instituto de Estudios Históricos del Sur de Madrid "Jiménez de Gregorio" El consistorio ribereño y su tardío nacimiento. ISBN 84-609-4842-0.
- 2005: José Luis Lindo Martínez, Cronista Oficial del Real Sitio y Villa de Aranjuez, escribe en las Jornadas Cervantinas, El Quijote en el Real Sitio de Aranjuez, editado por I.E.H.S.M. Jiménez de Gregorio. Depósito legal: M. 48.558-2005.
- 2005: José Luis Lindo Martínez, Cronista Oficial del Real Sitio y Villa de Aranjuez, publica el libro titulado "Una vida al servicio del orden, Alguaciles, Policía Urbana y Rural, Pregoneros, Guardavinos, Serenos y Faroleros, en el Real Sitio y Villa de Aranjuez". Siglos XVIII-XIX. Depósito Legal: M-17895-2005. El donativo de 10 € de este libro está destinado a la Asociación de Víctimas del Terrorismo (AVT).
- 2006: José Luis Lindo Martínez, Cronista Oficial del Real Sitio y Villa de Aranjuez, escribe en Los Anales del Instituto de Estudios Históricos del Sur de Madrid "Jiménez de Gregorio", Honores al Regimiento de Caballería Pavía núm.4, en el Real Sitio de Aranjuez. ISBN 84-609-9865-7.
- 2006:José Luis Lindo Martínez, Cronista Oficial del Real Sitio y Villa de Aranjuez, escribe en el Instituto de Estudios Históricos del Sur de Madrid "Jiménez de Gregorio" Aranjuez y Cuenca unidas por la historia: La Maderada y Aranjuez. Ciudad Paisaje Cultural Patrimonio de la Humanidad. I.S.B.N.:84-611-2693-9.
- 2006: José Luis Lindo Martínez, Cronista Oficial del Real Sitio y Villa de Aranjuez, publica el libro titulado "La Patrona de Dosbarrios". D.I.: M-39101-2006.
- 2007: José Luis Lindo Martínez publica el libro "Los Estudios cinematográficos en Aranjuez. La Meca del Cine Español 1932-1948". D.L.: S.218-20007.
- 2007: José Luis Lindo Martínez, publica en Los Anales del Instituto de Estudios Históricos del Sur de Madrid, el largo artículo titulado "Honores y distinciones a la Guardia Civil en el Real Sitio y Villa de Aranjuez". ISSN 1695-1514.
- 2008: José Luis Lindo Martínez, Cronista Oficial del Real Sitio y Villa de Aranjuez, publica el libro titulado "Maderadas y Gancheros", editado por la Junta de Comunidades de Castilla-La Mancha. Depósito legal: AB-330-2008.
- 2008: (Martes, 28 de octubre), José Luis Lindo Martínez, Cronista Oficial del Real Sitio y Villa de Aranjuez, da una conferencia en el salón de actos de la Real Sociedad Económica de Amigos del País de Badajoz, con el título: "El Motín de Aranjuez, inicio de la Guerra de la Independencia. Un acontecimiento histórico falseado".
- 2010: José Luis Lindo Martínez, Cronista Oficial del Real Sitio y Villa de Aranjuez, publica un libro titulado "Antonio Fernández Santillana, el primer aviador de España, en recuerdo del I Centenario de su muerte", editado por la Secretaría General Técnica del Ministerio de Defensa. Depósito Legal: M-39511-2010.
- 2012 José Luis Lindo Martínez, Cronista Oficial del Real Sitio y Villa el libro titulado La Guardia Civil en el Real Sitio y Villa de Aranjuez. 1844-2011. XXX años de Oficiales en Aranjuez. Guardia Civil
- 2012. José Luis Lindo Martínez. José Ygnacio de Ybarrola Olabarrieta. Industrial y primer Alcalde Constitucional de Aranjuez.
- 2012: Peter Handke, publica la obra de teatro "Die schönen Tage von Aranjuez: Ein Sommerdialog" (Los días hermosos de Aranjuez: Un diálogo de verano) publicada (julio de 2012) en alemán (Ed. Suhrkamp, 2012, ISBN 978-3-518-42311-0) y francés ("Les Beaux Jours d'Aranjuez", Ed. Le Bruit du temps, 2012, ISBN 978-2-35873-039-6). Ha sido estrenada en el Festival de Verano de Viena en mayo de 2012 y abre la temporada 2012/2013 del Teatro del Odeón, ParísArchivado el 25 de junio de 2016 en Wayback Machine. dirigidas ambas por Luc Bondy . El título hace referencia a la famosa frase del "Don Carlo" de Schiller: "Die schönen Tage in Aranjuez sind nun zu Ende." (Los días felices de Aranjuez han llegado a su fin).